# AD Renting
AD Renting war ein belgisches professionelles Radsportteam, das von 1987 bis 1989 bestand. Sein Hauptsponsor war eine belgische Autovermietung, welche dem Geschäftsmann François Lambert aus Brügge gehörte.

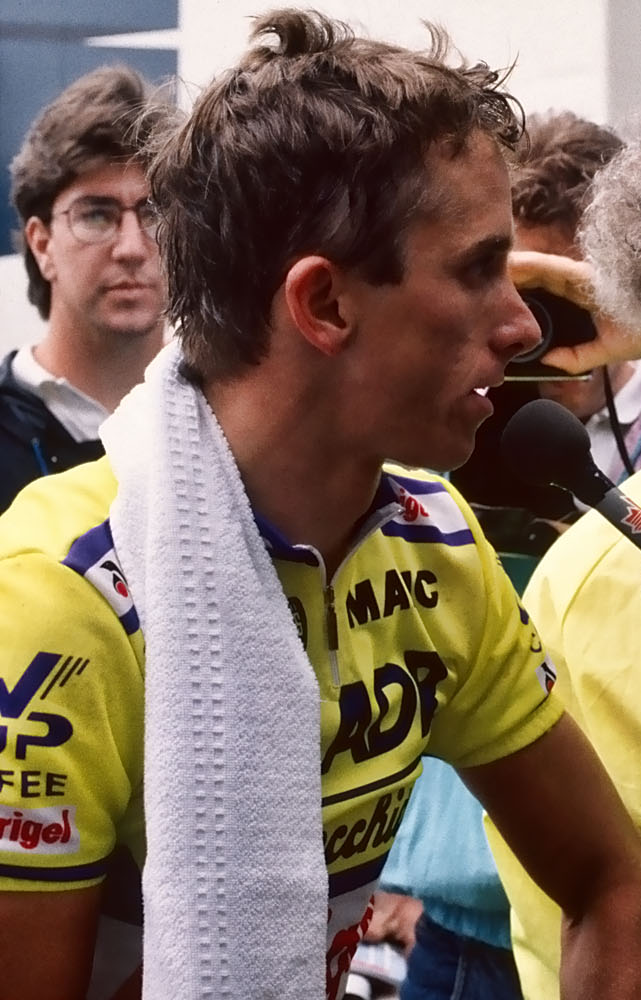
Greg Lemond bei der Tour de France 1989

## Geschichte
Das Team wurde 1987 von Wilfried Reybrouck auf der Basis des Teams Fangio-Lois gegründet. Im ersten Jahr konnten nur vier Siege herausgefahren werden. Hinzu kamen jeweils zweite Plätze bei Paris-Roubaix, Le Samyn und beim Kampioenschap van Vlaanderen.
1988 konnten die beiden Monumente Flandern-Rundfahrt und Paris-Roubaix gewonnen werden sowie den Grote Prijs Briek Schotte, welches der erste Profi-Sieg von Johan Museeuw war.
1989 wurde mit Greg Lemond ein Fahrer ins Team geholt, welcher nach seinem Jagdunfall 1987 keine Rennen auf Top-Niveau gefahren war. Die sportliche Wette zahlte sich für das Team sowie für Lemond aus. Er gewann die Tour de France 1989 mit 8 Sekunden Vorsprung, dem knappsten Vorsprung bei der Tour de France des Siegers, auf den Zweitplatzierten Laurent Fignon. Bei den Straßen-Weltmeisterschaften in Chambery holte sich Lemond nach einem furiosen Ende im Sprint einer größeren Gruppe den Weltmeistertitel.
Am Ende der Saison 1989 wurde das Team aufgelöst.

## Erfolge – Straße
1987
- Belgischer Meister – Straßenrennen
- eine Etappe Settimana Internazionale
- eine Etappe Midi Libre
- De Kustpijl

1988
- Flandern-Rundfahrt
- Paris-Roubaix
- Brüssel-Ingooigem
- Omloop van de Westhoek
- Grote Prijs Briek Schotte
- Kampioenschap van Vlaanderen
- Grote Prijs Stad Zottegem
- Grand Prix Cholet-Pays de la Loire
- zwei Etappen Burgos-Rundfahrt
- zwei Etappen Vuelta a los Valles Mineros
- eine Etappe Luxemburg-Rundfahrt
- eine Etappe Kellogg’s Tour
- Circuit des Frontières

1989
- Gesamtwertung und drei Etappen Tour de France
- zwei Etappen Vuelta a España
- E3 BinckBank Classic
- Omloop Mandel-Leie-Schelde Meulebeke
- eine Etappe Belgien-Rundfahrt
- eine Etappe Vuelta a los Valles Mineros

## Grand-Tour-Platzierungen
| Grand Tour            | 1987 | 1988 | 1989 |
| --------------------- | ---- | ---- | ---- |
| Vuelta a EspañaVuelta | –    | –    | 14   |
| Giro d’ItaliaGiro     | –    | –    | 39   |
| Tour de FranceTour    | –    | 24   | 1    |

## Monumente-des-Radsports-Platzierungen
| Monument                 | 1987 | 1988 | 1989 |
| ------------------------ | ---- | ---- | ---- |
| Mailand–Sanremo          | 82   | 45   | 18   |
| Flandern-Rundfahrt       | 46   | 1    | 9    |
| Paris–Roubaix            | 2    | 1    | 5    |
| Lüttich–Bastogne–Lüttich | 42   | 15   | 19   |
| Lombardei-Rundfahrt      | –    | –    | –    |

## Bekannte ehemalige Fahrer
- Eddy Planckaert (1988–1989)
- Greg LeMond (1989)
- Dirk Demol (1987–1988)
- Johan Museeuw (1988–1989)
- Fons De Wolf (1987–1989)
- Gregor Braun (1987)